# Государственный университет Гаити
Государственный университет Гаити (фр. Université d'État d'Haïti (UEH)) — крупнейшее и старейшее высшее учебное и исследовательское учреждение в стране. Расположен в столице Порт-о-Пренс и нескольких других городах Гаити.
По всей территории страны объединяет около 30 000 студентов, 1 500 преподавателей и 800 научных сотрудников и административных руководителей.

## История
История университета восходит к XIX веку, когда Эли Дюбуа в 1860 году открыл Юридическую школу в Порт-о-Пренс как первое государственное высшее учебное заведение на Гаити. После этого в 1902 году была создана Школа прикладных наук, которая позже присоединена указом президента к факультету наук Гаитянского университета (UH). Официально ГУГ создан в 1944 году как первый государственный университетский центр, финансируемый бюджетом республики. Другие организации, которые сегодня входят в состав университета, были созданы в течение XX-го века. Название «Государственный университет Гаити» (UEH) носит с декабря 1960 года.
Государственный университет Гаити часто оказывался в центре борьбы за защиту прав человека и против диктатур, особенно в 1986, 1991—1994, 2002 и 2003—2004 годах.
В составе университета более двадцати факультетов и институтов.

## Структура
- Факультет экономического и социального управления
- Факультет государственного управления
- Агрономический факультет
- Факультет антропологии-социологии
- Факультет археологии и истории искусства
- Архитектурный факультет
- Факультет изобразительного искусства
- Факультет медицинской биологии
- Факультет химии
- Факультет стоматологии
- Факультет коммуникаций
- Факультет экономики и развития сельских районов
- Факультет гражданского строительства
- Факультет электромеханической инженерии
- Электроинженерный факультет
- Машиностроетельный факультет
- Факультет агротехники
- Географический факультет
- Факультет управления бизнесом
- Исторический факультет
- Факультет современной литературы
- Факультет лингвистики
- Факультет математики
- Фармацевтический факультет
- Философский факультет
- Факультет философии и политологии
- Физический факультет
- Факультет науки о растениях
- Факультет животноводства
- Факультет психологии
- Факультет природных ресурсов и экологии
- Бухгалтерский факультет
- Факультет педагогики

Медицинский факультет
- Факультет экономических наук
- Факультет пищевых технологий
- Факультет гуманитарных и социальных наук
- Факультет компьютерных наук
- Юридический факультет
- Факультет политических наук
- Факультет социальных наук
- Факультет социальных служб
- Топографический факультет
- Факультет туризма
- Ecole Normale Supérieure
- Национальный институт менеджмента и перспективных международных исследований
- Институт африканских исследований и исследований Гаити

В столице находится центральная администрация и 11 учебных и исследовательских подразделений. В Кап-Аитьене находится единственный факультет университета, расположенный в провинции, в шести других городах имеются юридические школы. В 2006—2007 учебном году в этих провинциальных школах и факультетах юридического или экономического профиля обучалось более половины студенческого контингента ГУГ.

## Известные выпускники и преподаватели
- Алексис, Жак Эдуар, премьер-министр Гаити (1999—2001 и 2006—2008)
- Аристид, Жан-Бертран, президент Гаити (1991, 1994—1996 и 2001—2004)
- Верле, Клодетт, премьер-министр Гаити (1995—1996)
- Гийом, Флоренс Дюперваль, премьер-министр Гаити (2014—2015)
- Гусс, Бернар, министр юстиции и общественной безопасности Гаити (2004—2005)
- Дювалье, Жан-Клод, президент Гаити (1971—1986)
- Жан, Фриц-Альфонс, премьер-министр Гаити (2016)
- Кониль, Гарри, премьер-министр Гаити (2011—2012)
- Лафонтан, Жак-Ги, премьер-министр Гаити (2017—2018)
- Мишель, Фриц-Уильям, и. о. премьер-министра Гаити (2019—2020)
- Паскаль-Труйо, Эрта, временный президент Гаити (1990—1991)
- Сеан, Жан-Анри, премьер-министр Гаити (2018—2019)
- Селестен, Мартиаль. премьер-министр Гаити (1988)
- Смарт, Росни, премьер-министр Гаити (1996—1997)